# Polnische Fußballnationalmannschaft (U-17-Juniorinnen)
Die polnische U-17-Fußballnationalmannschaft der Frauen repräsentiert Polen im internationalen Frauenfußball. Die Nationalmannschaft untersteht der Polski Związek Piłki Nożnej und wird seit April 2019 von Marcin Kasprowicz trainiert.
Die Mannschaft tritt bei der U-17-Europameisterschaft und (theoretisch) auch bei der U-17-Weltmeisterschaft für Polen an. Bislang ist es dem Team jedoch nie gelungen, sich für eine WM-Endrunde zu qualifizieren. Den bislang größten Erfolg feierte die polnische U-17-Auswahl mit dem überraschenden Gewinn der Europameisterschaft 2013, an den die Mannschaft jedoch in der Folge nicht mehr anknüpfen konnte und sich nur 2018 ebenfalls für die Endrunde qualifizierte, dort jedoch nach drei sieglosen Spielen in der Vorrunde frühzeitig ausschied.

## Turnierbilanz

### Weltmeisterschaft
| Jahr   | Gastgeber               | Platzierung        |
| ------ | ----------------------- | ------------------ |
| 2008   | Neuseeland              | nicht qualifiziert |
| 2010   | Trinidad und Tobago     | nicht qualifiziert |
| 2012   | Aserbaidschan           | nicht qualifiziert |
| 2014   | Costa Rica              | nicht qualifiziert |
| 2016   | Jordanien               | nicht qualifiziert |
| 2018   | Uruguay                 | nicht qualifiziert |
| 2021 1 | Indien 1                | – 1                |
| 2022   | Indien                  | nicht qualifiziert |
| 2024   | Dominikanische Republik | Viertelfinale      |

### Europameisterschaft
| Jahr   | Gastgeber               | Platzierung        |
| ------ | ----------------------- | ------------------ |
| 2008   | Schweiz                 | nicht qualifiziert |
| 2009   | Schweiz                 | nicht qualifiziert |
| 2010   | Schweiz                 | nicht qualifiziert |
| 2011   | Schweiz                 | nicht qualifiziert |
| 2012   | Schweiz                 | nicht qualifiziert |
| 2013   | Schweiz                 | Europameister      |
| 2014   | England                 | nicht qualifiziert |
| 2015   | Island                  | nicht qualifiziert |
| 2016   | Belarus                 | nicht qualifiziert |
| 2017   | Tschechien              | nicht qualifiziert |
| 2018   | Litauen                 | Gruppenphase       |
| 2019   | Bulgarien               | nicht qualifiziert |
| 2020 2 | Schweden 2              | – 2                |
| 2021 2 | Färöer 2                | – 2                |
| 2022   | Bosnien und Herzegowina | nicht qualifiziert |
| 2023   | Estland                 | Gruppenphase       |
| 2024   | Schweden                | 3. Platz           |